# Єврохокейтур 2023–2024
Єврохокейтур 2023–2024 (англ. Euro Hockey Tour 2023–2024) — 28-ий міжнародний хокейний турнір, складається з чотирьох турнірів: Кубка Кар'яла, Швейцарських хокейних ігор, Шведських хокейних ігор та Чеських хокейних ігор. Проводиться традиційно між чотирма національними збірними: Швейцарії, Фінляндії, Чехії та Швеції.

## Турніри

### Кубок Кар'яла
Матчі турніру пройшли з 9 по 12 листопада 2023 в місті Тампере (Фінляндія).

### Швейцарські хокейні ігри
Матчі турніру пройшли з 14 по 17 грудня 2023 в Цюриху.

### Шведські хокейні ігри
Матчі турніру пройшли з 8 по 11 лютого 2024 в Карлстаді (Швеція).

### Чеські хокейні ігри
Матчі турніру пройшли з 2 по 5 травня 2024 в Брно (Чехія).

## Підсумкова таблиця Євротуру
| Поз | Команда   | М  | В | ВО | ПО | П | ГЗ | ГП | Різ | О  |
| --- | --------- | -- | - | -- | -- | - | -- | -- | --- | -- |
| 1   | Швеція    | 12 | 9 | 0  | 1  | 2 | 39 | 27 | +12 | 28 |
| 2   | Фінляндія | 12 | 6 | 2  | 0  | 4 | 37 | 29 | +8  | 22 |
| 3   | Чехія     | 12 | 5 | 1  | 0  | 6 | 31 | 32 | −1  | 17 |
| 4   | Швейцарія | 12 | 1 | 0  | 2  | 9 | 21 | 40 | −19 | 5  |